# Cornufer
Genre
Synonymes
- Phyllodytes Gistel, 1848 nec Wagler, 1830
- Halophila Girard, 1853
- Ceratobatrachus Boulenger, 1884
- Batrachylodes Boulenger, 1887
- Discodeles Boulenger, 1918
- Palmatorappia Ahl, 1927
- Hypsirana Kinghorn, 1928
- Potamorana Brown, Siler, Richards, Diesmos & Cannatella, 2015
- Aenigmanura Brown, Siler, Richards, Diesmos & Cannatella, 2015

Cornufer est un genre d'amphibiens de la famille des Ceratobatrachidae.

## Répartition
Les 57 espèces de ce genre se rencontrent aux Moluques, en Nouvelle-Guinée, dans l'archipel Bismarck, aux îles Salomon, aux Fidji et aux Palaos.

## Liste des espèces
Selon Amphibian Species of the World (24 juillet 2015) :
- Cornufer acrochordus Brown, 1965
- Cornufer aculeodactylus (Brown, 1952)
- Cornufer adiastolus (Brown, Richards, Sukumaran & Foufopoulos, 2006)
- Cornufer admiraltiensis (Richards, Mack & Austin, 2007)
- Cornufer akarithymus (Brown & Tyler, 1968)
- Cornufer batantae (Zweifel, 1969)
- Cornufer bimaculatus (Günther, 1999)
- Cornufer boulengeri Boettger, 1892
- Cornufer browni (Allison & Kraus, 2001)
- Cornufer bufoniformis (Boulenger, 1884)
- Cornufer bufonulus (Kraus & Allison, 2007)
- Cornufer caesiops (Kraus & Allison, 2009)
- Cornufer cheesmanae (Parker, 1940)
- Cornufer citrinospilus (Brown, Richards & Broadhead, 2013)
- Cornufer cryptotis (Günther, 1999)
- Cornufer custos (Richards, Oliver & Brown, 2015)
- Cornufer desticans (Brown & Richards, 2008)
- Cornufer elegans (Brown & Parker, 1970)
- Cornufer gigas (Brown & Parker, 1970)
- Cornufer gilliardi (Zweifel, 1960)
- Cornufer guentheri (Boulenger, 1884)
- Cornufer guppyi (Boulenger, 1884)
- Cornufer hedigeri Brown, Siler, Richards, Diesmos & Cannatella, 2015
- Cornufer heffernani (Kinghorn, 1928)
- Cornufer latro (Richards, Mack & Austin, 2007)
- Cornufer macrops Brown, 1965
- Cornufer macrosceles (Zweifel, 1975)
- Cornufer magnus (Brown & Menzies, 1979)
- Cornufer malukuna (Brown & Webster, 1969)
- Cornufer mamusiorum (Foufopoulos & Brown, 2004)
- Cornufer manus (Kraus & Allison, 2009)
- Cornufer mediodiscus (Brown & Parker, 1970)
- Cornufer mimicus (Brown & Tyler, 1968)
- Cornufer minutus (Brown & Parker, 1970)
- Cornufer montanus (Brown & Parker, 1970)
- Cornufer myersi (Brown, 1949)
- Cornufer nakanaiorum (Brown, Foufopoulos & Richards, 2006)
- Cornufer neckeri Brown & Myers, 1949
- Cornufer nexipus (Zweifel, 1975)
- Cornufer opisthodon (Boulenger, 1884)
- Cornufer paepkei (Günther, 2015)
- Cornufer papuensis (Meyer, 1875)
- Cornufer parilis (Brown & Richards, 2008)
- Cornufer parkeri Brown, 1965
- Cornufer pelewensis (Peters, 1867)
- Cornufer punctatus (Peters & Doria, 1878)
- Cornufer schmidti (Brown & Tyler, 1968)
- Cornufer solomonis Boulenger, 1884
- Cornufer sulcatus (Kraus & Allison, 2007)
- Cornufer trossulus (Brown & Myers, 1949)
- Cornufer vertebralis (Boulenger, 1887)
- Cornufer vitianus (Duméril, 1853)
- Cornufer vitiensis (Girard, 1853)
- Cornufer vogti (Hediger, 1934)
- Cornufer weberi (Schmidt, 1932)
- Cornufer wolfi (Sternfeld, 1920)
- Cornufer wuenscheorum (Günther, 2006)

## Publication originale
- Tschudi, 1838 : Classification der Batrachier, mit Berucksichtigung der fossilen Thiere dieser Abtheilung der Reptilien, p. 1-99 (texte intégral).